# Ålön
Ålön est une île de l'Archipel finlandais à Pargas en Finlande.

## Géographie
Avec une superficie de 70 km2, Ålön est, après Storlandet, la plus grande île de Pargas. Sur Ålön se trouvent le centre-ville de Pargas et les villages Norrby, Malmnäs, Kaukola, Hoggais, Tara, Sysilax, Skrabböle, Simonby, Sunnanberg, Mustfinn, Sydmo et Sandvik.
Les îles voisines les plus importantes sont Kakskerta au nord, Kirjalansaari au nord-Est, Lemlahdensaari et Stortervolandet au sud. 
Kirjalansaari et Stortervolandet sont accessibles par des ponts. La Route régionale 180 traverse l'île.
Ålön n'a ni rivière ni ruisseau.